# Cassidinidea ovalis
Cassidinidea ovalis är en kräftdjursart som först beskrevs av Thomas Say 1818.  Cassidinidea ovalis ingår i släktet Cassidinidea och familjen klotkräftor.
Artens utbredningsområde är Mexikanska golfen. Inga underarter finns listade i Catalogue of Life.